# Mayang (Cisalak)
Mayang is een bestuurslaag in het regentschap Subang van de provincie West-Java, Indonesië. Mayang telt 4414 inwoners (volkstelling 2010).